# جون ایدگوچی
جون ایدگوچی (انگلیسی: Jun Ideguchi؛ زادهٔ ۱۴ مهٔ ۱۹۷۹) بازیکن فوتبال اهل ژاپن است.
از باشگاه‌هایی که در آن بازی کرده‌است می‌توان به باشگاه فوتبال یوکوهاما مارینوس، باشگاه فوتبال کونسادول ساپورو، باشگاه فوتبال سانفریس هیروشیما، و باشگاه فوتبال ساگان توسو اشاره کرد.